# UK Open Order of Merit
Die UK Open Order of Merit war eine Rangliste im Dartsport, die für die Qualifikation für die UK Open verantwortlich war. Sie ist nicht zu verwechseln mit der PDC Order of Merit und der PDC Pro Tour Order of Merit.

## Bedeutung
Im Vorfeld der UK Open wurden sechs Qualifikationsturniere, die UK Open Qualifiers, ausgetragen. Das dort erspielte Preisgeld wurde in dieser speziellen Rangliste festgehalten, anhand derer die Teilnehmer der UK Open bestimmt wurden. Die besten 96 waren für die UK Open qualifiziert und begannen in der 1. Runde, die besten 64 starteten in der 2. Runde, die besten 32 stiegen erst in der 3. Runde ein.
Seit der Saison 2019 sind die ersten 128 Spieler der Order of Merit automatisch für die UK Open qualifiziert. Ohne die Qualifikationsturniere spielt auch die UK Open Order of Merit für die Setzliste im Turnier keine Rolle mehr.

## Endstand 2018 (Stand: 12. Februar 2018)
| Platz | Spieler            | Preisgeld |
| ----- | ------------------ | --------- |
| 01    | Michael van Gerwen | £22,000   |
| 02    | Michael Smith      | £19,500   |
| 03    | Krzysztof Ratajski | £15,000   |
| 04    | Corey Cadby        | £13,000   |
| 05    | Gary Anderson      | £10,000   |
| 06    | Rob Cross          | £10,000   |
| 07    | Peter Wright       | £10,000   |
| 08    | Daryl Gurney       | £9,500    |
| 09    | Kim Huybrechts     | £8,500    |
| 10    | Jeffrey de Zwaan   | £7,000    |
| 11    | Darren Webster     | £6,500    |
| 12    | Mervyn King        | £6,250    |
| 13    | Zoran Lerchbacher  | £5,500    |
| 14    | John Henderson     | £5,500    |
| 15    | Steve Beaton       | £5,500    |
| 16    | Adrian Lewis       | £5,250    |
| 17    | Steve West         | £5,000    |
| 18    | Jamie Lewis        | £5,000    |
| 19    | David Pallett      | £4,750    |
| 20    | James Wade         | £4,750    |
| 21    | Justin Pipe        | £4,500    |
| 22    | Jelle Klaasen      | £4,250    |
| 23    | Matthew Edgar      | £4,250    |
| 24    | Jonny Clayton      | £4,000    |
| 25    | Jamie Hughes       | £4,000    |
| 26    | Simon Stevenson    | £4,000    |
| 27    | Simon Whitlock     | £4,000    |
| 28    | Dave Prins         | £4,000    |
| 29    | Robert Thornton    | £3,750    |
| 30    | Ian White          | £3,750    |
| 31    | Martin Schindler   | £3,500    |
| 32    | Kyle Anderson      | £3,500    |